# Дієго Енріке де Абреу Ассіс
Дієго Енріке де Абреу Ассіс (порт.-браз. Diego Henrique de Abreu Assis; нар. 22 червня 1989, Рібейран-дас-Невіс, штат Мінас-Жерайс, Бразилія), більш відомий як Дієгіньо (порт.-браз. Dieguinho) — бразильський футзаліст, нападник бразильського клубу «Жоінвіль» і збірної Бразилії.

## Біографія

### Дитинство і юність
Дієгіньо народився 22 червня 1989 року у місті Рібейран-дас-Невіс.
У дитинстві грав у футбол за «Venda Nova Futebol Clube», але потім відгукнувся на запрошення друга і продовжив кар'єру у футзалі.

### Клубна кар'єра
Перші шість років своєї кар'єри Дієгіньо провів у «V&M/Мінасі» з Белу-Оризонті.
На початку 2013 року підписав контракт з московським «Динамо», за який виступав інший бразилець Нандо, з яким нападник товаришує з дитинства. У Москві виступав як за основний склад, так і за дублюючий.
Через прийняття нового регламенту про легіонерів у Росії, бразилець став п'ятим іноземцем у «Динамо» і не зміг би грати за свою команду в чемпіонаті й Кубку у сезоні 2013/14. «Динамо» намагалося вирішити це питання за допомогою оренди в інший клуб Суперліги, але це не вдалося зробити, тому Дієгіньо повернувся до Бразилії.
Після повернення на батьківщину, він протягом трьох сезонів виступав за «Інтеллі/Орландія», з яким одного разу став чемпіоном і двічі віце-чемпіоном.
2 липня 2016 року перейшов у португальський «Спортінг».
За три сезони у «Спортінгу» бразилець забив 77 голів у 110 іграх, чим допоміг команді виграти Лігу чемпіонів, два чемпіонства, два Суперкубки, по одному Кубку Португалії і Кубку ліги. Літом 2019 року за сімейними причинами Дієгіньо повернувся у Бразилію, де приєднався до «Жоінвіля».

### Кар'єра у збірній
У складі національної збірної Бразилії Дієгіньо виграв Кубок конфедерацій 2013 року, а також Гран-прі 2018 року, де він забив 6 голів і віддав 2 асисти, і його обрали найкращим гравцем турніру.

## Нагороди і досягнення

### Командні
«V&M/Мінас»
- Кубок Бразилії
  -  Володар (1): 2012[8]

«Динамо»
- Суперліга
  -  Чемпіон (1): 2012–2013

- Кубок Росії
  -  Володар (1): 2012–2013

- Міжконтинентальний кубок
  -  Володар (1): 2013

- Кубок УЄФА
  -  Фіналіст (1): 2012/13

«Інтеллі/Орландія»
- Національна ліга
  -  Чемпіон (1): 2013
  -  Срібний призер чемпіонату (2): 2014, 2015

«Спортінг»
- Перший дивізіон
  -  Чемпіон (2): 2016–2017, 2017–2018

- Кубок Португалії
  -  Володар (2): 2017–2018, 2018–2019

- Кубок ліги Португалії
  -  Володар (1): 2016–2017

- Суперкубок Португалії
  -  Володар (2): 2017, 2018

- Ліга чемпіонів
  -  Володар (1): 2018/19

- Кубок УЄФА
  -  Фіналіст (2): 2016/17, 2017/18

- Кубок Лісабона
  -  Володар (2): 2016/17, 2017/18

### Збірна Бразилії
- Молодіжний чемпіонат Південної Америки
  -  Володар (1): 2008
- Кубок конфедерацій
  -  Володар (1): 2013
- Гран-прі
  -  Володар (1): 2018

### Особисті
- Найкращий молодий футзаліст світу: 2 місце (2012)[9]
- Найкращий бомбардир Національної ліги: 2015 (30 м'ячів)
- Найкращий бомбардир Кубка Бразилії: 2012 (6 м'ячів)
- Потрапив в символічну збірну Ліги чемпіонів УЄФА (2018/19)[10]
- Найкращий гравець матчу чемпіонату Росії «Динамо» — «Митищі»[11]
- Найкращий гравець півфіналу Ліги чемпіонів УЄФА «Спортінг» — «Мовістар Інтер»[12]